# Silvervit och Lillvacker
Silvervit och Lillvacker är en svensk folksaga som handlar om två halvbröder som ger sig ut på äventyr och dödar troll för att rädda prinsessor. Sagan innehåller många typiskt sagoelement, kungar som blir änklingar, prinsessor som sitter i torn, häxor, troll, pojkar som ger sig ut på äventyr för att bli män, magiska föremål och det återkommande tretalet, som upprepas. De har tre hundar var. Det är tre prinsessor som Silvervit ska rädda mot tre troll.
Sagan har illustrerats av Jenny Nyström, och av Sara Lundberg i Mona Erikssons nytolkning av sagan från 2004.

## Handling
En kung, som blivit änkling, ger sig ut i strid. För att skydda sin unga dotter placerar han henne, tillsammans med en kammarjungfru, i ett högt torn i skogen, och ingen av traktens unga män kan närma sig tornet med livet i behåll. Männen lyckas dock övertala en häxa att förtrolla några äpplen och bjuda prinsessan och hennes jungfru på. Dessa magiska äpplen gör dem havande och de får varsin son. Prinsessans son får namnet Silvervit och kammarjungfruns son får namnet Lillvacker. Barnen är mycket lika och man kunde se att de var bröder. När det gått sju år skulle kungen komma tillbaka, och prinsessan och tärnan ville inte att någon skulle få veta att de fått barn, så de skickar ut gossarna att klara sig själva. Silvervit får en kniv av sin mor, men Lillvackers mor har inget att ge sin son.
Pojkarna möter en storväxt man som ger dem varsitt svärd och tre hundar var, och de lovar att aldrig skiljas från hundarna. Silvervit och Lillvacker bestämmer sig för att gå skilda vägar, men innan de skiljs åt doppar Silvervit sin kniv i ett vattendrag och säger att om vattnet färgas rött, är den andre död, och det blir upp till den överlevande att döda sin brors baneman.
Silvervit kommer till en stad, där havstroll kräver tre prinsessor. Den första prinsessan kommer till strandkanten tillsammans med en hovman, som räddhågset gömmer sig. Hon fäster en ring i Silvervits hår då han vilar i hennes knä. När trollet kommer börjar hans och pojkens hundar att slåss, men Silvervit vinner över trollet och skär ut hans ögon. Hovmannen krävde då att hon skulle säga att det var han, och inte Silvervit som räddat henne, och hon vågar inte annat än att låta honom ta åt sig äran. Samma sak utspelade sig följande dagar med den andra och tredje prinsessan. Under bröllopsfesten mellan hovmannen och den yngsta av prinsessorna stegar Silvervit in. Prinsessorna berättar för kungen att det faktiskt varit Silvervit och inte hovmannen som räddat dem och som bevis visar de ringarna som de hade fäst i hans hår, och Silvervit visar dessutom upp de utskurna trollögonen. Därmed blir det Silvervit som får den yngsta prinsessan och kungariket.
Silvervit och prinsessan flyttar till en kungsgård, men dyker det upp ytterligare ett troll sina hundar för att hämnas sina bröder, det blir en häftig strid och trollet flyr upp i ett träd. Silvervits hundar skäller och trollet säger åt Silvervit att han ska lägga tre trollhår på deras huvuden för att de ska tystna så de kan förhandla. Detta förlamar dock hundarna helt och trollet hoppar ned och hugger ihjäl Silvervit. Lillvacker ser i källan att vattnet färgats rött som ett tecken på att brodern dött och han beger sig till Silvervits kungsgård för att ta reda på vad som hänt. Eftersom han är så lik sin bror tror alla att det är Silvervit som återvänt från striden, till och med änkan. Han berättar inte att brodern är död. När Lillvacker går till sängs med henne lägger han dock sitt svärd mellan dem i sängen, något som hon finner mycket märkligt.
Trollet som dödat Silvervit knackar på under natten och försöker sig på samma sak igen, de strider och trollet flyr upp i ett träd, uppifrån trädet försöker han sedan övertala Lillvacker att lägga trollhår även på sina hundar, men Lillvacker misstänker att det är något lurt och lägger istället håren på trollets hundar. Trollet erkänner sig besegrad och Lillvacker får två flaskor, dels en vätska som kan återuppväcka personer från de döda och en som kan få någon fast, i utbyte mot att han skonar trollet. Lillvacker krävde även att broderns hundar skulle befrias. När de gick förbi en häll droppade han vätska på den och fick sedan trollet att vidröra den och därmed fastnade trollet där. När solen sedan gick upp och lyste på trollet så dog det.
Lillvacker väckte sedan sin bror till liv och berättade vad som hade hänt. Han berättade även att han gått till sängs med Silvervits maka, utan att hon märkt något. Silvervit blev då så arg att han dödade sin bror. När han kom hem frågade hon honom varför han lagt svärdet i sängen föregående natt, och Silvervit insåg att han dödat sin bror fast han varit oskyldig. Han lyckades dock återuppväcka brodern. Lillvacker gifter sig med mellansystern och Silvervit ger honom halva kungariket. De styrde tillsammans i frid och enighet och är de inte döda så lever de än idag.